# Juan Domínguez Lamas
Juan Domínguez Lamas (Puentedeume, 8 de enero de 1990) es un exfutbolista español que jugaba de centrocampista.

## Trayectoria

### Inicios
Juan Domínguez inició su carrera en Ferrol jugando al fútbol sala en O'Freixo, equipo de su localidad. En 1999 pasa a formar parte del Narón Balompé.
A su temprana edad ya destaca y es convocado con la selección gallega benjamín para el campeonato de España de fútbol sala, que terminará ganando, y donde comparte equipo con Thiago Alcántara. Tras cinco años en las categorías inferiores del Narón Balompé, aparece el Deportivo de La Coruña para hacerse con sus servicios.

### Etapa en el Deportivo de La Coruña (2004-2016)
Juan pasa a formar parte de las categorías inferiores del R. C. Deportivo de La Coruña, es convocado con la selección gallega sub-15 y con la selección española sub-16.
De este modo, se convirtió en una pieza clave primero en el equipo juvenil, y más tarde en el R. C. Deportivo de La Coruña "B". Como recompensa, Joaquín Caparrós decide incluirlo en la plantilla que preparará la pretemporada 2006-2007, aunque no fue hasta la llegada de Miguel Ángel Lotina cuando el 13 de diciembre de 2009, debutó como jugador del Deportivo en Primera División con tan sólo 19 años.
Disputó un total de 13 partidos en Liga y 2 en Copa en la temporada 2009-10.
Durante el comienzo de la temporada estuvo lesionado, lo que retrasó su disposición para poder entrar en los planes de Lotina. Tras sus múltiples recuperaciones logra jugar 20 partidos de Liga y 1 de Copa. Sin embargo, ésta será recordada como la temporada del descenso del Deportivo, que tras 20 años consecutivos en Primera División, caía a la división de plata al salir derrotado en la última jornada contra el Valencia C. F. por 0-2.
Comenzó a jugar con continuidad, al contrario que en temporadas anteriores, llegando a convertirse en un fijo para José Luis Oltra y cuajando muy buenas actuaciones. Este año el Deportivo logró regresar a la Primera División batiendo los récords de puntos y de victorias. Logró 5 tantos a lo largo de la temporada.
El primero lo logró en la eliminatoria de Copa del Rey frente al C. D. Alcoyano anotando el primer tanto del partido, que terminaría 2-1, rematando una buena jugada personal de Diogo Salomão.
En la jornada 15 de la Segunda División marcó su segundo gol de la temporada, poniendo el 2-0 en el marcador contra la U. D. Almería, con un disparo cruzado.
Su tercer gol lo consiguió en la jornada 17 frente al C. D. Numancia anotando el tercer tanto del partido, que terminaría 3-1 definiendo perfectamente tras un pase de Álex Bergantiños.
El cuarto gol lo anotó en la jornada 29, marcando el segundo tanto en la victoria por 3-0 ante el C. D. Alcoyano aprovechando un error de la defensa.
Marcó su quinto gol en la jornada 39 frente a la U. D. Las Palmas al definir tras jugada personal de Bruno Gama.

### R. C. D. Mallorca
A pesar de tener contrato con el Deportivo de La Coruña hasta 2018, fue cedido al Real Club Deportivo Mallorca por un año atendiendo a los deseos de la directiva del equipo coruñés. Así, el  5 de julio de 2016 fue presentado. En el club balear disputó un total de 31 partidos (30 en liga y 1 en copa) logrando una asistencia y un gol (el gol en el minuto 5, el 25 de febrero, en la derrota por 1-4 ante el C. D. Tenerife) en toda la temporada. 
Finalmente, una vez terminada la cesión, regresó al Deportivo.

### C. F. Reus
Tras su vuelta al conjunto coruñés, bajo órdenes de Pepe Mel, no encajó en los planes del entrenador y no contó con minutos en los amistosos de pretemporada. Terminaría así por salir del club de manera gratuita tras desvincularse.
El 23 de agosto de 2017 a las 13:00 sería presentado por el C. F. Reus, firmando por 3 temporadas. Dejaría así el Dépor, tras haber disputado un total de 170 partidos y habiendo incluso llevado el brazalete de capitán del conjunto coruñés en alguna ocasión.
Debutaría así el 27 de agosto ante el Gimnàstic de Tarragona que terminó en empate (1-1); y marcaría su primer tanto con el Reus en el partido ante el Sevilla Atlético, gol que significó la victoria por la mínima (0-1). Disputó un total de 33 partidos logrando 2 goles en su primera temporada. 
En su segunda temporada tuvo que vivir uno de los momentos más delicados como futbolista profesional. 
El club catalán vivía una grave crisis. El club tuvo problemas a principio de temporada para inscribir a varios de sus jugadores (algunos sin ficha), y la plantilla llegó a estar tres meses sin cobrar sus nóminas. A causa de esta situación insostenible, los jugadores llegaron a llevar a cabo una protesta en el partido del 9 de diciembre ante el A. D. Alcorcón durante el cual, en el primer minuto de partido, permanecieron inmóviles y abrazados en el centro del terreno de juego.
Disputó un total de 20 partidos anotando 2 goles, y una vez se confirmó la expulsión del C. F. Reus de la 2.ª División, fichó por primera vez por un club extranjero.

### Austria y Grecia
Tras quedar libre de contrato con el C. F. Reus, firmó por el club austriaco Sturm Graz, de la Bundesliga, con contrato hasta junio de 2020. En lo que restaba de temporada disputó un total de 12 partidos, debutando el 10 de marzo de 2019 ante el Red Bull Salzburgo con un empate a 0. 
En su segunda campaña protagonizó su mejor registro de goles en una sola temporada, con 6 tantos en 33 partidos. Sin embargo, en junio de 2020, una vez finalizó su contrato con el equipo austriaco marchó a Grecia.
El 29 de agosto de 2020 se anunció su fichaje por el club griego PAS Giannina, recién ascendido a la Superliga de Grecia. Firmó por dos años. A sus 30 años inició así una nueva etapa en el extranjero, debutando el 27 de septiembre ante el Aris Salónica F. C. en un encuentro que terminó en empate (2-2).
Disputó en su primera etapa con el club griego un total de 30 partidos logrando 2 asistencias. En al segunda temporada disputó un total de 29 partidos, siendo titular habitual en el club, logrando encajar un único gol (ante el Aris de Salónica).
El 23 de agosto de 2022 firmó por el Asteras Trípoli Football Club. Con ellos disputó la última temporada de su carrera antes de anunciar su retirada en abril de 2023.

## Selección gallega
El 20 de mayo de 2016 jugó con la selección de fútbol de Galicia un partido amistoso, en el estadio de Riazor, contra Venezuela que terminó con empate a 1.

## Estadísticas

### Clubes
| Club                                               | Div.          | Temporada     | Liga  | Liga  | Copas nacionales | Copas nacionales | Copas internacionales | Copas internacionales | Total | Total |
| Club                                               | Div.          | Temporada     | Part. | Goles | Part.            | Goles            | Part.                 | Goles                 | Part. | Goles |
| -------------------------------------------------- | ------------- | ------------- | ----- | ----- | ---------------- | ---------------- | --------------------- | --------------------- | ----- | ----- |
| R. C. Deportivo de La Coruña "B" · España          | 2.ª B         | 2007-08       | 4     | 0     | ―                | ―                | ―                     | ―                     | 4     | 0     |
| R. C. Deportivo de La Coruña "B" · España          | 2.ª B         | 2008-09       | 18    | 1     | ―                | ―                | ―                     | ―                     | 18    | 1     |
| R. C. Deportivo de La Coruña "B" · España          | 3.ª           | 2009-10       | 11    | 3     | ―                | ―                | ―                     | ―                     | 11    | 3     |
| R. C. Deportivo de La Coruña "B" · España          | Total club    | Total club    | 33    | 4     | ―                | ―                | ―                     | ―                     | 33    | 4     |
| R. C. Deportivo de La Coruña · España              | 1.ª           | 2009-10       | 13    | 0     | 2                | 0                | ―                     | ―                     | 15    | 0     |
| R. C. Deportivo de La Coruña · España              | 1.ª           | 2010-11       | 20    | 0     | 1                | 0                | ―                     | ―                     | 21    | 0     |
| R. C. Deportivo de La Coruña · España              | 2.ª           | 2011-12       | 35    | 4     | 2                | 1                | ―                     | ―                     | 37    | 5     |
| R. C. Deportivo de La Coruña · España              | 1.ª           | 2012-13       | 24    | 1     | 2                | 0                | ―                     | ―                     | 26    | 1     |
| R. C. Deportivo de La Coruña · España              | 2.ª           | 2013-14       | 39    | 4     | 0                | 0                | ―                     | ―                     | 39    | 4     |
| R. C. Deportivo de La Coruña · España              | 1.ª           | 2014-15       | 22    | 1     | 2                | 0                | ―                     | ―                     | 24    | 1     |
| R. C. Deportivo de La Coruña · España              | 1.ª           | 2015-16       | 5     | 0     | 4                | 1                | ―                     | ―                     | 9     | 1     |
| R. C. Deportivo de La Coruña · España              | Total club    | Total club    | 158   | 10    | 13               | 2                | ―                     | ―                     | 171   | 12    |
| R. C. D. Mallorca · España                         | 2.ª           | 2016-17       | 30    | 1     | 1                | 0                | ―                     | ―                     | 31    | 1     |
| R. C. D. Mallorca · España                         | Total club    | Total club    | 30    | 1     | 1                | 0                | ―                     | ―                     | 31    | 1     |
| C. F. Reus Deportiu · España                       | 2.ª           | 2017-18       | 32    | 2     | 1                | 0                | ―                     | ―                     | 33    | 2     |
| C. F. Reus Deportiu · España                       | 2.ª           | 2018-19       | 18    | 1     | 2                | 1                | ―                     | ―                     | 20    | 2     |
| C. F. Reus Deportiu · España                       | Total club    | Total club    | 50    | 3     | 3                | 1                | ―                     | ―                     | 53    | 4     |
| S. K. Sturm Graz · Austria                         | 1.ª           | 2018-19       | 12    | 0     | ―                | ―                | ―                     | ―                     | 12    | 0     |
| S. K. Sturm Graz · Austria                         | 1.ª           | 2019-20       | 28    | 4     | 4                | 2                | 2                     | 0                     | 34    | 6     |
| S. K. Sturm Graz · Austria                         | Total club    | Total club    | 40    | 4     | 4                | 2                | 2                     | 0                     | 46    | 6     |
| PAS Giannina · Grecia                              | 1.ª           | 2020-21       | 26    | 0     | 0                | 0                | ―                     | ―                     | 26    | 0     |
| PAS Giannina · Grecia                              | 1.ª           | 2021-22       | 29    | 1     | 4                | 0                | ―                     | ―                     | 33    | 1     |
| PAS Giannina · Grecia                              | Total club    | Total club    | 55    | 1     | 4                | 0                | ―                     | ―                     | 59    | 1     |
| Asteras Trípoli F. C. · Grecia                     | 1.ª           | 2022-23       | 9     | 0     | 1                | 0                | ―                     | ―                     | 10    | 0     |
| Asteras Trípoli F. C. · Grecia                     | Total club    | Total club    | 9     | 0     | 1                | 0                | ―                     | ―                     | 10    | 0     |
| Total carrera                                      | Total carrera | Total carrera | 375   | 23    | 26               | 5                | 2                     | 0                     | 403   | 28    |
| 1. 2. Fuentes: Soccerway - BDFutbol - LaPreferente |               |               |       |       |                  |                  |                       |                       |       |       |

## Palmarés

### Títulos nacionales
| Título                     | Club                         | País   | Año  |
| -------------------------- | ---------------------------- | ------ | ---- |
| Segunda División de España | R. C. Deportivo de La Coruña | España | 2012 |